# Denkmal für die Märzgefallenen (Mechterstädt)

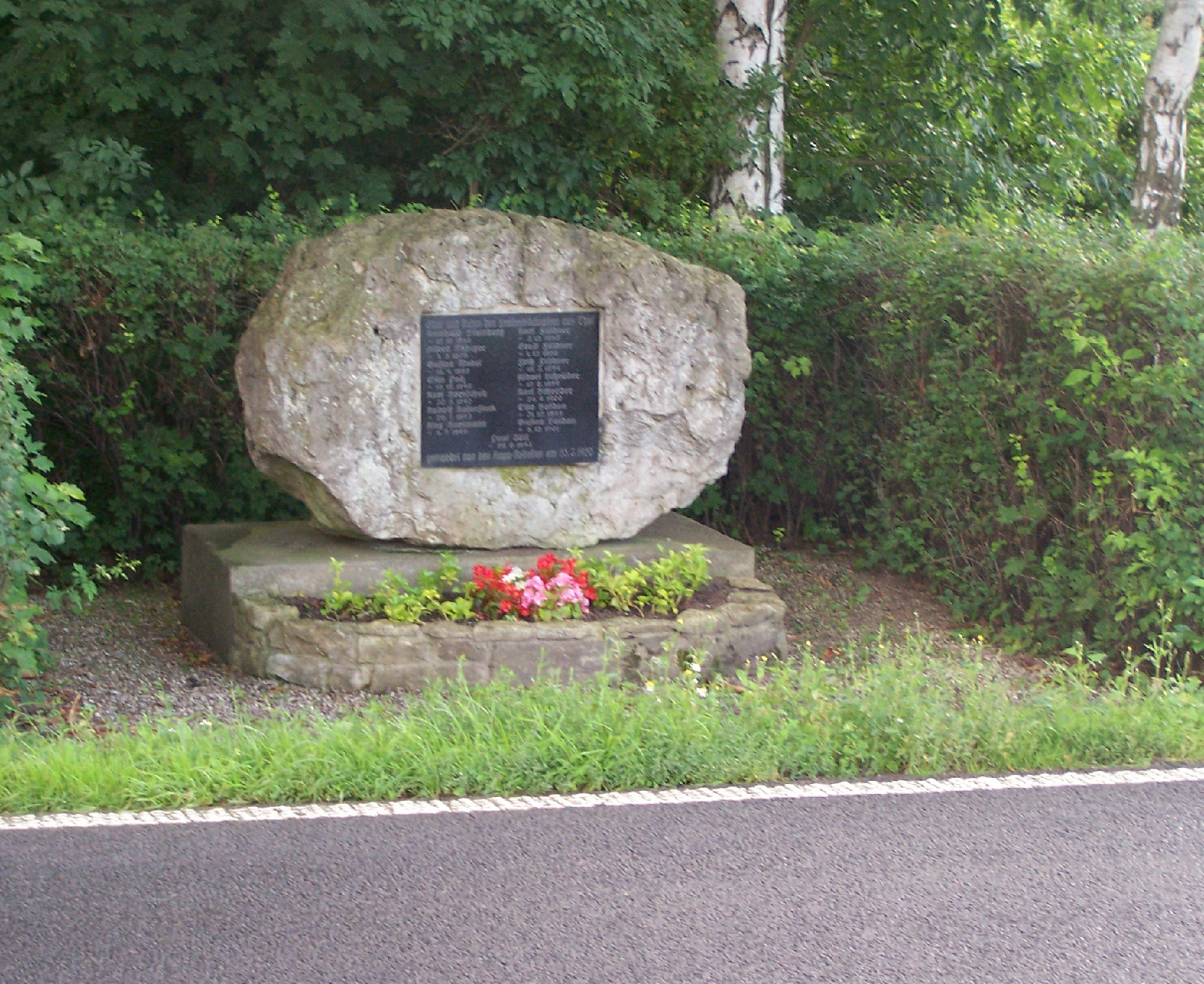
Das Denkmal an der B 7 bei Mechterstädt

Das Denkmal für die Märzgefallenen an der Gothaer Straße in Mechterstädt erinnert an die Morde von Mechterstädt. Am 25. März 1920 wurden 15 Bürger aus Thal, die zu einem Marsch in die Kreisstadt Gotha aufgefordert wurden, um dort verhört zu werden, in Mechterstädt erschossen.
Das Denkmal besteht aus einem etwa 1,5 m hohen, grob bearbeiteten Block aus Kalkstein aus der Gemeinde Thal. Darauf wurde eine schwarze Marmortafel mit den Namen und Geburtsdaten der 15 hier erschossenen Männer angebracht: 
1. Paul Döll   (1895)
2. Ernst Füldner  (1888)
3. Fritz Füldner  (1899)
4. Karl Füldner  (1883)
5. Alex Hartmann (1899)
6. Karl Hornschuh  (1890)
7. Otto Patz  (1890)
8. Rudolf Rodenstock (1893)
9. Alfred Rößinger (1878)
10. Albert Schlothauer  (1889)
11. Karl Schröder (1900)
12. Gustav Soldan (1901)
13. Otto Soldan (1895)
14. Reinhold Steinberg  (1885)
15. Gustav Wedel (1885)